# 凤凰镇 (三亚市)
凤凰镇是中国海南省三亚市下辖的一个镇，2014年撤镇设区时划入天涯区。

## 行政区划
凤凰镇下辖回新社区、回辉社区、羊新社区、槟榔村、妙林村、海坡村、新联村、羊栏村、水蛟村、梅村村、桶井村、台楼村、抱前村、抱龙村、立新村和扎南村。